# Altus (Arkansas)
Altus – miasto w Stanach Zjednoczonych, w stanie Arkansas, w hrabstwie Franklin.